# 陳鳴華
陳鳴華（1560年—？），字誠甫，號章閣，福建泉州府晉江縣人，民籍，明朝政治人物。

## 生平
萬曆四年（1576年）丙子科福建鄉試五名舉人，萬曆十四年（1586年）丙戌科會試二百八十三名，登二甲第二十八名進士。工部观政，歷官礼部郎中，二十三年二月升廣東提學副使，二十六年十一月升湖廣右參政，萬曆三十一年（1603年）三月降本省右參議。进为湖广都察使，三十三年十月，升为议政，后又升为都察使，三十五年正月，被罢官。

## 家族
曾祖陳恒城，贈文林郎；祖父陳曾，曾任州□；父陳安，曾任□□。母黃氏。